# Emmanuel Macron
Emmanuel Macron (tiếng Pháp: [ɛmanɥɛl makʁɔ̃]; sinh 21 tháng 12 năm 1977) là đương kim Tổng thống Pháp và Đồng Vương công Andorra. Ông từng là công chức cao cấp, cựu chuyên viên ngân hàng đầu tư. Sinh ra tại Amiens, ông học quản lý công tại Sciences Po và học triết  tại Đại học Paris Nanterre song song cùng lúc với nhau, và sau đó tốt nghiệp tại École nationale d'administration (ENA) vào năm 2004. Ông trở thành một thanh tra tài chính tại Tổng cục Thanh tra Tài chính Pháp (IGF) trước khi trở thành một chuyên viên ngân hàng đầu tư tại Ngân hàng Rothschild & Cie Banque.
Từng là một thành viên của Đảng Xã hội Pháp (PS) 2006-2009, ông được bổ nhiệm làm Phó tổng thư ký thuộc chính phủ đầu tiên của François Hollande trong năm 2012, trước khi được bổ nhiệm làm Bộ trưởng Bộ Kinh tế, Công nghiệp và Kỹ thuật số vào năm 2014 thuộc Chính phủ Valls thứ hai, nơi ông thúc đẩy thông qua cải cách thuận lợi cho các doanh nghiệp. Ông từ chức vào tháng 8 năm 2016, để khởi động một phong trào tự do xã hội trong cuộc bầu cử tổng thống năm 2017. Tháng 11 năm 2016, Macron tuyên bố, ông sẽ đứng ra tranh cử Tổng thống Pháp dưới ngọn cờ của En Marche!, một phong trào chính trị trung dung "không thuộc cánh Hữu lẫn cánh Tả" mà ông thành lập vào tháng 4 năm 2016. Những người ủng hộ ông cho ông là "Kennedy của Pháp'". Về lý tưởng, ông đã được mô tả là một người theo chủ nghĩa trung dung và chủ nghĩa tự do.
Ông đạt được nhiều phiếu nhất trong vòng đầu cuộc Bầu cử tổng thống Pháp 2017, thắng tiếp vòng hai trước Marine Le Pen với tỉ lệ phiếu ủng hộ 66,1% trong cuộc bỏ phiếu ngày 7 tháng 5 năm 2017 và nhậm chức tổng thống Cộng hòa Pháp từ ngày 14 tháng 5 năm 2017, trở thành tổng thống Pháp trẻ nhất trong lịch sử. Ông chỉ định thị trưởng Le Havre Édouard Philippe làm thủ tướng Pháp vào ngày 15 tháng 5 năm 2017. Nội các của Philippe được nêu danh 2 ngày hôm sau.
Ngày 17 tháng 12 năm 2020, văn phòng Macron thông báo rằng ông bị xét nghiệm dương tính với COVID-19 và phải cách ly 7 ngày. Không có thông tin về tình trạng sức khỏe tổng quát của Macron. Văn phòng cũng thông báo đang trong nỗ lực truy vết nguồn lây cho Tổng thống Ông được xét nghiệp bằng phản ứng PCR cũng như các triệu chứng của bệnh. Do vậy, lịch trình đi lại của Tổng thống, trong đó có chuyến viếng thăm Lebanon, đều bị hủy

## Thuở nhỏ và học vấn
Sinh ra tại Amiens, Emmanuel Jean-Michel Frédéric Macron là con trai của Jean-Michel Macron, một giáo sư Thần kinh học tại đại học Picardy, và Françoise Macron-Noguès, cũng là một bác sĩ.
Ông được đào tạo chủ yếu là ở trường trung học La Providence ở Amiens, trước khi cha mẹ ông gửi ông đến trường dự bị ưu tú Lycée Henri IV tại Paris để kết thúc năm cuối. Ông 2 lần trượt kì thi viết vào trường Đại học sư phạm Paris, sau đó ông được nhận vào Sciences Po, cùng lúc học ở Sciences Po, ông cũng học Triết học tại Đại học Paris-Ouest Nanterre La Défense, được bằng DEA.
Trong thời gian đi học, ông từng làm thư ký cho triết gia Paul Ricoeur, sau đó làm việc cho tạp chí Trí tuệ (Esprit). Ra trường, ông trúng tuyển vào  khoá đào tạo công chức cao cấp thanh tra tài chính tại Trường Hành chính Quốc gia -  École nationale d'administration , đây là trường tinh hoa nhất của giới chính trị Pháp, trước khi tốt nghiệp vào năm 2004.

## Sự nghiệp công và tư

### Thanh tra tài chính
Tại ENA, Macron tốt nghiệp chuyên ngành Thanh tra tài chính (IGF). Ông tham gia chủ yếu vào các vụ việc "đánh giá nghiên cứu", "gian lận khoản hoàn trả bắt buộc và kiểm toán" và "phân loại các khoản hoàn trả bắt buộc giữa các đối tác và những vấn đề hợp pháp về mối quan hệ giữa các bên". Macron làm thanh tra tài chính tại Bộ Kinh tế Pháp từ năm 2004 đến năm 2008. Năm 2007, ông làm Phó báo cáo viên cho Ủy ban để cải thiện tốc độ tăng trưởng của Pháp (Ủy ban Attali) do Jacques Attali lãnh đạo.
Ngày 30 tháng 6 năm 2008, Macron kiêm chức báo cáo viên về các vấn đề luật pháp. Năm 2016, ông xin nghỉ chức vụ thanh tra thuế. Tổng cộng, ông có 10 năm phục vụ cho Nhà nước, nhưng thực chất chỉ phục vụ 6 năm (do 2 năm làm Bộ trưởng cùng 2 năm làm cố vấn chính phủ được miễn nhiệm).

### Nhân viên ngân hàng

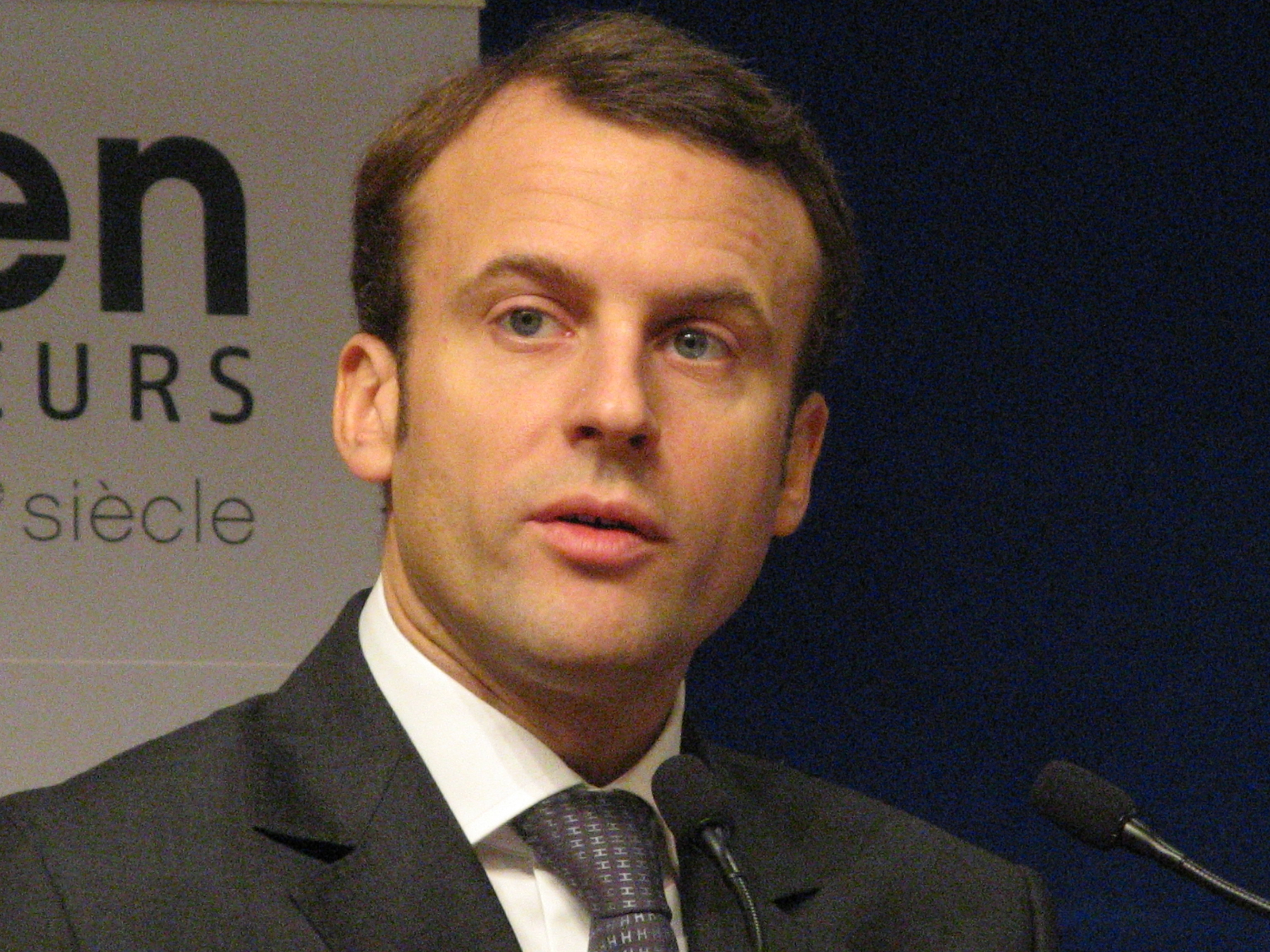
Macron năm 2014

Tháng 9 năm 2008, Macron sau đó chuyển sang làm việc như một nhân viên ngân hàng đầu tư tại Rothschild & Cie Banque. Dưới sự giới thiệu của Attali và Serge Weinberg, Macron được tuyển dụng bởi giám đốc François Henrot. Sau này ông nói việc thất bại trong việc tranh cử ở địa phương cũng như việc Nicolas Sarkozy đắc cử Tổng thống Pháp đã giúp ông có quyết tâm làm công việc ở đây.
Năm 2010, Macron làm tình nguyện viên cho công ty Société des rédacteurs du Monde (SRM) trong phi vụ bán lại tờ báo lớn nhất nước Pháp, Le Monde. Ông thiết lập quan hệ với Alain Minc, người đang vận động lấy lời đề nghị từ Perdriel-Prisa-Orange trong khi bản thân lời đề nghị này "vô cùng nguy hiểm" cho tòa báo. Cuối cùng ông bị bắt gặp tại tầng 6 của một tòa nhà bởi Adrien de Tricornot, phó chủ tịch của SRM, người sau đó quyết định cho ông nghỉ việc khỏi công ty.
Tới cuối năm 2010, Macron trở thành một cổ đông của ngân hàng Rothschild. Tháng 2 năm 2012, ông làm trợ lý cho Philippe Tillous-Borde, giám đốc của Sofiprotéol và sở hữu 41% vốn của Lesieur Cristal. Cùng năm, ông thực hiện một trong những thỏa thuận lớn nhất của năm khi Nestlé mua lại một phần của Pfizer. Phi vụ trị giá tới 9 tỉ € trực tiếp biến Macron thành triệu phú. Tháng 5 năm 2012, khi được đề bạt làm Phó tổng thư ký điện Élysée, ông khai báo tài khoản cá nhân với 2 triệu € trước thuế. Theo báo cáo từ Cao ủy về sự trong sạch chính trị, Macron đã kiếm được hơn 2,8 triệu € trước thuế trong giai đoạn 2009-2013.

## Sự nghiệp chính trị

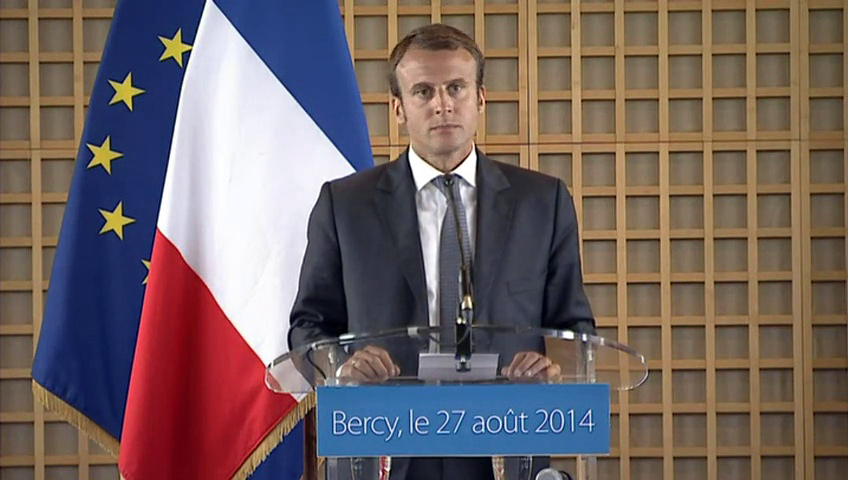
Macron lúc làm Bộ trưởng Bộ Kinh tế, năm 2014

Macron là một thành viên của Đảng Xã hội Pháp (PS) từ năm 2006 đến năm 2009. Từ năm 2012 đến năm 2014, ông giữ chức Phó tổng thư ký của điện Élysée, một vai trò cao cấp trong đội ngũ nhân viên của Tổng thống Hollande. Ông được bổ nhiệm làm Bộ trưởng Bộ Kinh tế, Công nghiệp và Kỹ thuật số trong Nội các thứ hai của thủ tướng Valls vào ngày 26 tháng 8 năm 2014, thay thế Arnaud Montebourg.
Làm Bộ trưởng Bộ Kinh tế, Macron đi đầu trong việc thúc đẩy thông qua cải cách thuận lợi cho doanh nghiệp. Vào tháng 2 năm 2015, ông cam kết rằng chính phủ sẽ thúc đẩy thông qua cải cách bất chấp sự phản đối của quốc hội. Tuyên bố được đưa ra để đáp ứng với áp lực Ủy ban châu Âu về các mục tiêu thâm hụt công nhiều lần bỏ lỡ.
Trong năm 2015, trong một cuộc phỏng vấn trên đài truyền hình BFM, ông nói rằng ông đã không còn là một thành viên của PS và bây giờ là một chính trị gia độc lập.
Ngày 9 tháng 6 năm 2024, Tổng thống Pháp Emmanuel Macron tuyên bố giải tán Quốc hội và kêu gọi tổ chức bầu cử lập pháp sớm.

### Sáng lập đảng và tranh cử tổng thống
Vào ngày 30 tháng 8 năm 2016, Macron từ chức bộ trưởng trước cuộc bầu cử tổng thống năm 2017, với dự định phát động một cuộc tranh cử của khối tự do xã hội cho chức tổng thống. Điều này xảy ra ngay sau khi ông thành lập phong trào chính trị tiến bộ của riêng mình, Tiến Bước !, một đảng chính trị độc lập, vì lý do này mà ông đã bị Tổng thống Hollande khiển trách.
Ngày 16 tháng 11 năm 2016, Macron chính thức tuyên bố ứng cử chức tổng thống Pháp sau khi dân chúng suy đoán nhiều tháng. Trong bài phát biểu thông báo, Macron kêu gọi một "cuộc cách mạng dân chủ" và hứa sẽ "khai thông Pháp".
Trong tháng 2 năm 2017 các cuộc thăm dò ý kiến cho thấy, Macron sẽ đạt được trong vòng đầu tiên 21-23% số phiếu bầu và trong vòng nhì sẽ đánh bại Marine Le Pen (25-27%). Tại thời điểm này, Tiến bước! có khoảng 136.000 thành viên và có được đóng góp tổng cộng 4.000.000 €. Theo các nhà quan sát chính trị, chương trình của Macron được phân loại là tự do về kinh tế, tự do xã hội và ủng hộ Liên minh châu Âu.
Cũng trong tháng 2, ông bị nhiều chỉ trích vì những tuyên bố của ông về quá khứ thực dân Pháp - Macron cho việc đô hộ của Pháp đối với Algeria trong chuyến thăm tới nước này như là một "tội ác chống lại loài người" - và mất nhiều phần trăm số phiếu trong một số cuộc thăm dò. Vào ngày 22, Francois Bayrou thuộc cánh Giữa tuyên bố ủng hộ cho Macron, điều này một lần nữa làm tăng số phiếu trong các cuộc thăm dò ý kiến.
Ngày 02 tháng 3 năm 2017, Macron trình bày chương trình của mình cho cuộc bầu cử tổng thống Pháp vào ngày 07 Tháng 5 năm 2017 rằng, trong số những thứ khác, cải tổ bảo hiểm hưu trí và thất nghiệp, thêm nhiều giáo viên và cảnh sát ở các khu vực có nhiều vấn đề xã hội, dân chủ hóa Liên minh châu Âu, các tổ chức chung cho khu vực đồng Euro và các điều kiện tốt hơn cho các doanh nghiệp mới khởi nghiệp.
Theo các thăm dò ý kiến mới nhất (đầu tháng 3) Macron lần đầu tiên trong vòng đầu qua mặt Le Pen. Theo Odoxa, Macron được 27%, Le Pen 25,5%. Ứng cử viên của đảng Bảo thủ Francois Fillon, chỉ được 19%.
Macron tập hợp được rất nhiều người ủng hộ, nhận được sự tán thành từ François Bayrou của Phong trào Dân chủ, đại biểu nghị viện châu Âu Daniel Cohn-Bendit, ứng cử viên sinh thái Francois de Rugy của đảng primary of the left, và đại biểu xã hội chủ nghĩa Richard Ferrand, tổng thư ký của Tiến Bước !, cũng như nhiều người khác - nhiều người trong số họ từ đảng PS, ngoài ra còn một số đáng kể các chính trị gia trung tâm và trung hữu.

## Vị trí chính trị
Emmanuel Macron được mô tả bởi một số nhà quan sát như một người tự do xã hội  và những người khác như là một nhà dân chủ xã hội. Trong suốt thời gian của ông trong Đảng Xã hội Pháp, ông ủng hộ cánh bảo thủ của đảng, có lập trường chính trị gắn liền với "con đường thứ ba", chính sách tiên tiến của Bill Clinton, Tony Blair và Gerhard Schröder, mà phát ngôn viên hàng đầu là cựu thủ tướng Manuel Valls. Macron đặc biệt chủ trương ủng hộ thị trường tự do và giảm thâm hụt tài chính công. Macron công khai sử dụng thuật ngữ "tự do" để mô tả bản thân mình lần đầu tiên vào năm 2015 trong một cuộc phỏng vấn với tờ Le Monde. Ông nói thêm rằng, ông chắc chắn là "không phải là người tự do quá mức", "không thuộc cánh Hữu lẫn cánh Tả", và ông chủ trương "một tập thể đoàn kết."  
Trong một chuyến thăm viếng Vendée trong tháng 8 năm 2016, ông nói, " Thành thật mà nói tôi không phải là một người theo xã hội chủ nghĩa". Ông giải thích, ông là một phần của "chính phủ cánh tả" vào thời điểm đó bởi vì ông muốn "phục vụ lợi ích công cộng" như bất kỳ bộ trưởng nào cũng sẽ làm. Trong cuốn sách của ông, Cách mạng, được công bố vào tháng 11 năm 2016, Macron giới thiệu mình, vừa là một người theo "cánh tả" và vừa theo "tự do... nếu tự do có nghĩa là tin tưởng vào con người."  Với đảng Tiến Bước ! của ông, mục đích của Macron là để vượt qua sự chia rẽ Tả-Hữu trong một cách tương tự như François Bayrou hoặc Jacques Chaban-Delmas, khẳng định rằng, "sự phân chia thực sự ở nước ta... là giữa cấp tiến và bảo thủ". Với tuyên bố ứng cử độc lập và sử dụng tài hùng biện của mình chống lại nhóm có thế lực chính trị (anti-establishment rhetoric), Macron được một số nhà quan sát, đặc biệt là Manuel Valls, dán nhãn là một người theo "chủ nghĩa dân túy", nhưng ông bác bỏ thuật ngữ này.
Về lý tưởng, ông đã được mô tả là một người theo chủ nghĩa trung dung và chủ nghĩa tự do.

### Môi trường
Trước thềm Hội nghị Liên Hợp Quốc về Biến đổi Khí hậu 2015, Macron kêu gọi đẩy nhanh quá trình chuyển đổi sinh thái và chủ trương một "cân bằng giữa cần thiết về sinh thái và các nhu cầu kinh tế", một mục tiêu mà chính phủ Pháp tìm cách đạt được qua các trận đánh trên "năm mặt trận": "Sáng tạo"," Đơn giản hóa "," tăng cường hiệu quả năng lượng của chúng ta và [...] giảm sử dụng nhiên liệu hóa thạch "," khả năng cạnh tranh năng lượng " và " hành động ở châu Âu và trên toàn thế giới ".
Trong mùa hè năm 2016, ông bảo vệ việc sử dụng nhiên liệu diesel mà ông tin rằng không nên "săn đuổi" vì nó "vẫn là trung tâm của các chính sách công nghiệp Pháp". Macron bày tỏ quan điểm này sau hậu quả của vụ bê bối khí thải Volkswagen mà ông bị đảng mình chỉ trích nặng nề. Ngoài ra, Macron ủng hộ việc sử dụng năng lượng hạt nhân mà ông cho là "một sự lựa chọn của Pháp và một sự lựa chọn cho tương lai".
Trong mùa hè năm 2016, Macron đề xuất rằng, Pháp "đảm bảo nguồn cung cấp các vật liệu chiến lược nhất của nó sử dụng ba đòn bẩy: nền kinh tế tuần hoàn và sự phục hồi của vật liệu chứa trong các sản phẩm khi nó hết được dùng [...]; Sự đa dạng hóa các nguồn cung cấp để vượt qua địa chính trị rủi ro [...] và tăng thêm tính cạnh tranh; tạo ra các mỏ có kích thước hợp lý mới tại Pháp, trong khi theo các tiêu chuẩn "xã hội và môi trường tốt nhất".
Mặc dù ông hoài nghi về việc xây dựng Aéroport du Grand Ouest, Macron tin rằng việc xây dựng nên bắt đầu từ khi dự án được ủng hộ trong cuộc trưng cầu dân ý địa phương 2016.

### Liên minh châu Âu
Emmanuel Macron đã được mô tả bởi một số người như thân liên minh châu Âu (europhile)  và theo chủ nghĩa liên bang  Nhưng ông mô tả mình là "không ủng hộ liên minh châu Âu, không chỉ trích nó, cũng không theo chủ nghĩa liên bang theo nghĩa cổ điển", và đảng của ông là "lực lượng chính trị ở Pháp duy nhất ủng hộ liên minh châu Âu ". Trong tháng 6 năm 2015, Macron và người đồng nhiệm Đức Sigmar Gabriel công bố một nền tảng ủng hộ việc tiếp tục hội nhập châu Âu. Họ ủng hộ việc tiếp tục "cải cách cơ cấu (như thị trường lao động), cải cách thể chế (bao gồm các lĩnh vực quản trị kinh tế)", nhưng cũng là một sự hòa giải của 'thuế và hệ thống xã hội (như phối hợp tốt hơn hay hài hòa các loại thuế đánh vào các công ty thông qua, ví dụ, mức lương tối thiểu). " Ông cũng ủng hộ việc tạo ra một chức vụ Ủy viên EU chịu trách nhiệm cho khu vực đồng euro (Eurozone) và nghị viện Eurozone và một ngân sách chung  Ngoài ra, Macro nói:" tôi đang ủng hộ việc tăng cường các biện pháp chống bán phá giá mà phải nhanh hơn và mạnh mẽ hơn như những biện pháp ở Hoa Kỳ. Chúng ta cũng cần phải thiết lập một cơ sở giám sát các khoản đầu tư nước ngoài trong các lĩnh vực chiến lược ở cấp EU nhằm bảo vệ một ngành công nghiệp quan trọng và để đảm bảo chủ quyền của chúng ta và sự vượt trội của châu Âu. " 
Vào tháng 7 năm 2015, trong khi thách thức "câu hỏi được đặt ra" trong cuộc trưng cầu dân ý của Hy Lạp năm 2015, Macron kêu gọi không gây ra "cuộc tách rời tự động" của Hy Lạp từ Eurozone và "không làm Hòa ước Versailles của Eurozone" trong trường hợp bên nói "không" thắng. Ông tin rằng các nhà lãnh đạo Hy Lạp và châu Âu cùng gây ra cuộc khủng hoảng nợ chính phủ Hy Lạp, và các thỏa thuận đạt được trong mùa hè 2015 giữa Hy Lạp và các chủ nợ, đặc biệt được François Hollande thúc đẩy, sẽ không giúp đỡ Hy Lạp trong việc đối phó với món nợ, trong khi cùng lúc chỉ trích Quỹ Tiền tệ Quốc tế. Vào tháng 6 năm 2016, ông chỉ trích các chính sách thắt lưng buộc bụng đối với Hy Lạp, coi chúng là không bền vững và kêu gọi thành lập "những cơ chế tài chính và tinh thần đoàn kết tài chính" chung và một cơ chế để tái cơ cấu nợ của các quốc gia thành viên Eurozone. Yanis Varoufakis, Bộ trưởng Bộ Tài chính trong nội các đầu tiên của Alexis Tsipras, ca ngợi Macron, gọi ông là "bộ trưởng Pháp duy nhất trong chính quyền Francois Hollande dường như hiểu được những gì đang bị đe dọa trong khu vực đồng euro", và là người, theo ông ta, "cố gắng để đóng vai trò trung gian giữa chúng tôi [Hy Lạp] và Troika chủ nợ của chúng tôi [EC, IMF, ECB], thậm chí nếu họ không cho phép anh ta đóng vai trò này ".
Ông hỗ trợ Hiệp định Thương mại tự do EU-Canada (CETA) thiết lập giữa Canada và Liên minh châu Âu, chỉ trích chính phủ Wallonie vì cố gắng ngăn chặn nó. Ông cho rằng CETA không nên được xác nhận bởi quốc hội quốc gia vì "nó làm xói mòn EU". Về Hiệp định thương mại tự do xuyên Đại Tây Dương (TTIP), Macron bày tỏ trong tháng 6 năm 2016 rằng, "các điều kiện [ký hiệp ước] không được đáp ứng", và thêm rằng chúng ta "không nên đóng cửa hoàn toàn" và "cần một liên kết mạnh mẽ với Mỹ".

### Chính sách đối ngoại

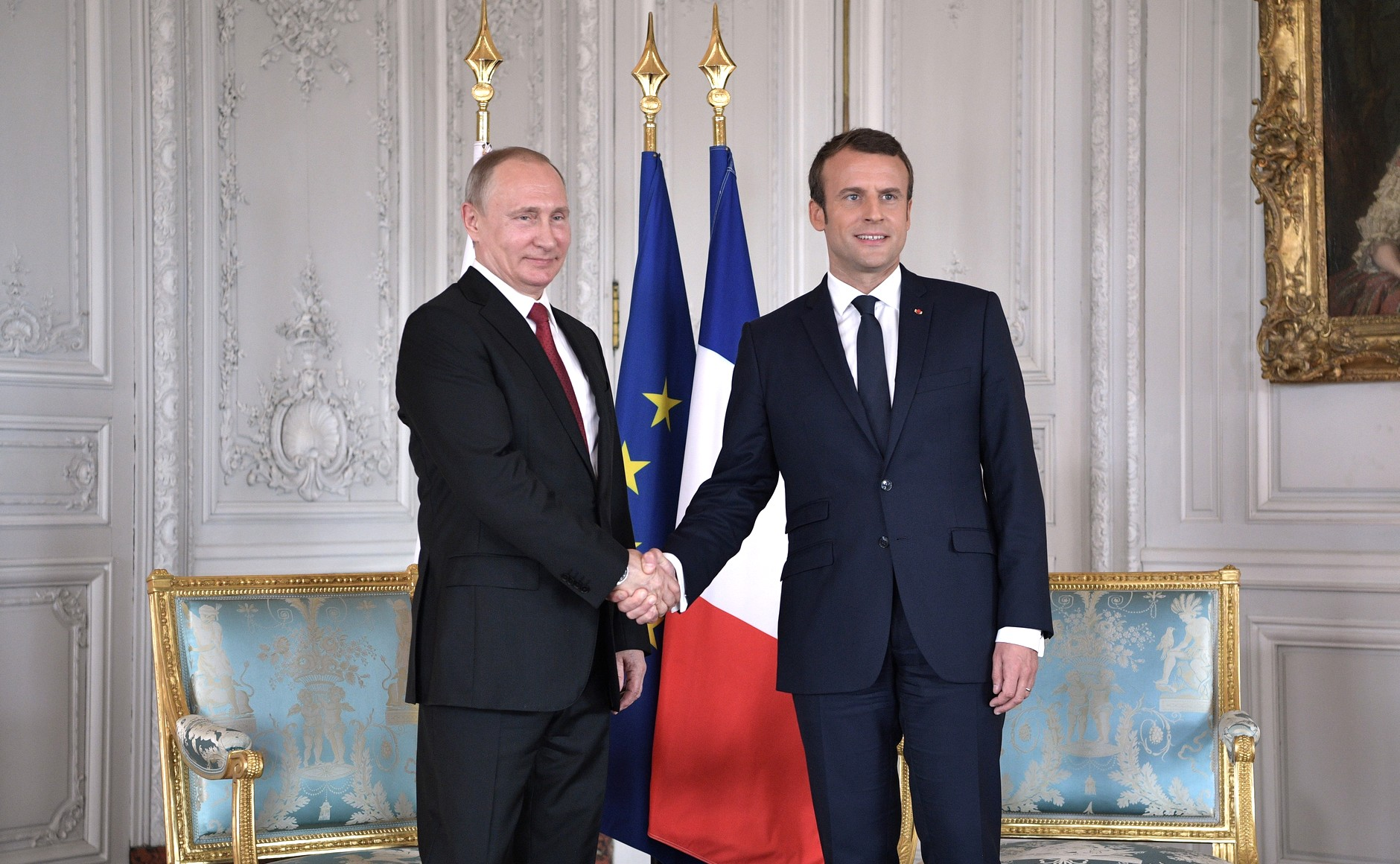
Macron và Tổng thống Nga Putin tại Pháp, tháng 5 năm 2017

Về Syria, Macron cho biết quan điểm: "theo con đường chính giữa giữa việc tẩy chay chính trị của chế độ Assad và hỗ trợ độc quyền cho các phiến quân," phù hợp với chính sách chính phủ Pháp theo đuổi từ năm 2011. Ông cũng chống lại phong trào BDS chống Israel (Boycott, Divestment and Sanctions Movement), và từ chối nêu một quan điểm về việc công nhận Nhà nước Palestine.

### Di dân
Không giống như nhiều đảng viên đảng Xã hội Pháp, bao gồm Manuel Valls, Macron hỗ trợ các chính sách mở cửa đối với những người nhập cư và người tị nạn theo đuổi bởi Angela Merkel ở Đức. Macron bày tỏ sự tin tưởng vào khả năng của Pháp để hấp thụ nhiều hơn những người nhập cư và chào đón họ vào châu Âu, khẳng định rằng dòng người đi vào sẽ có tác động tích cực về kinh tế. Tuy nhiên, ông tin rằng Frontex "không phải là một chương trình đầy đủ tham vọng" và kêu gọi đầu tư nhiều hơn ở quân đội bờ biển và biên phòng ", bởi vì bất cứ ai bước vào [Châu Âu] tại Lampedusa hay ở nơi khác là một mối quan tâm cho tất cả các nước châu Âu."  Về chính sách tị nạn, ông tin rằng "thời gian đánh giá cần được rút ngắn đáng kể" và rằng "tất cả những ai không được công nhận tị nạn, phải bị trục xuất ngay lập tức."

### Chủ nghĩa thế tục
Vào tháng 7 năm 2016, tại cuộc họp đầu tiên của Tiến bước !, Macron bày tỏ sự phản đối việc cấm khăn trùm đầu Hồi giáo ở các trường đại học, nói, "Cá nhân tôi không tin rằng chúng ta nên phát minh ra các văn bản mới, luật mới, tiêu chuẩn mới, để săn lùng khăn che mặt tại các trường đại học và đi theo những người mặc biểu tượng tôn giáo trong các chuyến đi thực địa."
Trong một cuộc phỏng vấn với tạp chí tin tức Pháp Marianne, Macron khẳng định rằng "chủ nghĩa thế tục không được thiết kế để thúc đẩy một tôn giáo cộng hòa", và trả lời ý kiến của Manuel Valls và Jean-Pierre Chevènement liên quan đến việc thực hành của Hồi giáo trong xã hội Pháp bằng cách lên án quan điểm cho rằng công dân cần phải "kín đáo" trong thực hành tôn giáo của họ, nói rằng "tiền lệ lịch sử cho thấy khi chúng ta đòi hỏi kín đáo trong vấn đề tôn giáo đã không mang lại danh dự cho nền Cộng hòa."  Trong cùng cuộc phỏng vấn, Macron nói về người Pháp theo đạo Hồi, "tôi hỏi một điều: hoàn toàn tôn trọng các quy tắc trong khi ở nơi công cộng. Các mối quan hệ tôn giáo là về sự siêu nghiệm, và tôi không yêu cầu mọi người vừa phải - đó không phải là những gì tôi đang tranh cãi. Đức tin sâu xa của tôi là một người công giáo có thể tin rằng pháp luật.. tôn giáo của mình vượt lên trên pháp luật của nước cộng hoà. Tôi chỉ đơn giản tin rằng, khi một người bước vào khu vực công cộng, pháp luật của nước cộng hoà phải thắng thế hơn pháp luật tôn giáo. " Cũng trong cùng cuộc phỏng vấn, Macron lên án "các trường tôn giáo mà dạy hận thù đối với nước Cộng hòa, với sự hướng dẫn chủ yếu trong tiếng Ả Rập hoặc, trong trường hợp khác, mà dạy Torah hơn nguyên tắc cơ bản."  Tuyên bố này gây ra một phản ứng tiêu cực mạnh mẽ từ Fonds Juif xã hội Unifié (FSJU), một tổ chức vận hành các trường tôn giáo của người Do Thái tại Pháp.

### An ninh và khủng bố
Macron tin rằng dự luật cải cách được đề xuất về tước quyền công dân cho công dân sinh ra ở Pháp và vào quốc tịch bị kết án về tội khủng bố không phải là một "giải pháp cụ thể" và tin rằng "sự kéo dài vô tận của tình trạng khẩn cấp đặt ra các câu hỏi chính đáng". Ông chủ trương tăng quỹ nhà nước cho các cơ quan tình báo.
Macron kêu gọi sự phục hồi chính sách cảnh sát làm việc chặt chẽ với cộng đồng và cho rằng "việc quản lý một số rủi ro lớn phải được giao cho các hiệp hội hoặc khu vực tư nhân".
Ông cũng cho rằng, đề nghị của mình, cung cấp cho mỗi người tuổi thành niên mới lớn một " Thẻ Văn hóa" trị giá 500 € có thể khuyến khích những người trẻ tuổi khám phá văn hóa của Pháp và ngăn chặn chủ nghĩa khủng bố.

## Gia đình

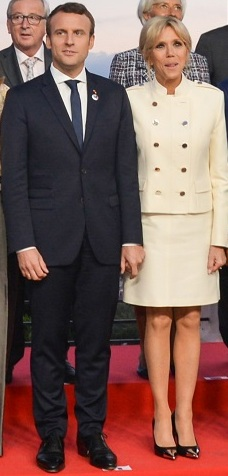
Macron và Brigitte năm 2017

Macron kết hôn với Brigitte Trogneux, người lớn hơn ông 24 tuổi và là cô giáo cũ của ông tại trường trung học La Providence, Amiens, dạy tiếng Latinh và tiếng Pháp. Hai người gặp nhau lần đầu khi ông còn là một học sinh 15 tuổi trong lớp của bà, nhưng họ chỉ chính thức hẹn hò khi ông được 18 tuổi. Cha mẹ của ông ban đầu cố gắng tách rời hai người bằng cách gửi ông đến Paris để hoàn tất năm cuối cùng của bậc trung học do họ nhận thấy ông còn trẻ và mối quan hệ này không phù hợp. Tuy nhiên, cả hai vẫn ở với nhau sau khi ông tốt nghiệp rồi kết hôn vào năm 2007.
Vợ chồng ông sống cùng với ba người con riêng (cả hai chưa có con chung) từ cuộc hôn nhân trước đây của Trogneux, trong đó một người con gái Tiphaine Auziere, sinh năm 1984 và hiện là một luật sư. Tiphaine hiện có hai người con và thôi làm việc để giúp Macron thành lập đảng Tiến bước! Laurence, người con gái lớn tuổi hơn, bây giờ là bác sĩ về tim, chuyên về các bệnh tim mạch, không những sinh cùng năm với Macron (1977) mà còn học chung một lớp với ông. Bà có lần kể về một học sinh cùng lớp: "Trong lớp tôi có một anh chàng mà không thể tưởng tượng được. Cái gì hắn cũng biết". Macron, người được nhắc đến, trong khi tập diễn kịch vào năm 1993, đã yêu cô giáo, huấn luyện viên kịch và mẹ của Laurence. Laurence tuyên bố, trong tương lai sẽ cổ vũ cho những mục tiêu chính trị của Macron. Còn Sébastien Auzière, người con trai lớn tuổi nhất, lại lớn hơn Macron tới 3 tuổi, là kỹ sư, chuyên viên về thống kê, làm việc về vấn đề nghiên cứu thị trường. Trong thời gian tranh cử, ông quản lý mảng truyền thông mạng xã hội cho Macron.